# Ribeira do Pombal

Ribeira do Pombal este un oraș în statul Bahia (BA) din Brazilia.